# Тер-Гаспарян Геворк Андрійович
Геворк (Геворг, Георгій) Андрійович Тер-Гаспарян (вірм. Գեվորգ Անդրեի Տեր-ԳասպարյանԳեվորգ Անդրեի Տեր-Գասպարյան; (10 жовтня 1903, місто Нахічевань, тепер Азербайджан — 31 серпня 1949, місто Москва) — радянський військовий діяч, начальник штабу Київського військового округу, генерал-лейтенант.

## Біографія
Народився у родині службовця. Закінчив міську школу. У 1920 році вступив до лав Червоної армії.
Закінчив Єреванське військове училище імені М'яснікяна. Член ВКП(б) з 1923 року.
До 1935 року перебував на командних посадах у Вірменській гірничо-стрілецькій дивізії.
У 1938 році з відзнакою закінчив Військову академію імені Фрунзе в Москві і був направлений на Далекий Схід начальником штабу однієї з дивізій.
Учасник німецько-радянської війни. У 1941 році служив начальником штабу 55-ї Курської стрілецької дивізії імені Ворошилова. Після того, як 25 червня 1941 року загинув командир дивізії полковник Іванюк, командиром дивізії тимчасово став начальник штабу дивізії Тер-Гаспарян (офіційно призначений командиром дивізії 14 липня 1941 року). 55-а стрілецька дивізія діяла у складі 4-ї і 13-ї армій Західного, потім Центрального, Брянського і Південно-Західного фронтів, опинилася в Київському «котлі» і була розгромлена.
2 жовтня 1941 року полковник Тер-Гаспарян був призначений командиром 227-ї стрілецької дивізії. У 1942 році дивізія Тер-Гаспаряна брала участь в Харківській операції.
З січня 1943 року — начальник штабу 60-ї армії Воронезького, Центрального, 1-го Українського фронтів.
У листопаді 1944 — липні 1945 р. — начальник штабу Львівського військового округу.
У липні 1945 — травні 1949 р. — начальник штабу — заступник командувача військ Київського військового округу.
У травні 1949 року звільнений з посади через хворобу. 31 серпня 1949 року помер у Москві та був похований на Новодівочому цвинтарі.

## Звання
- генерал-майор (18.05.1943)
- генерал-лейтенант (11.05.1949)

## Нагороди
- орден Леніна
- орден Суворова 2-го ступеня (21.09.1943)
- орден Суворова 1-го ступеня (17.10.1943)
- орден Богдана Хмельницького 2-го ступеня
- два ордени Червоного Прапора (22.07.1941,)
- медаль «За оборону Сталінграда»
- Медаль «За перемогу над Німеччиною у Великій Вітчизняній війні 1941—1945 рр.»